# تشيس هامبتون
تشيس هامبتون (بالإنجليزية: Chase Hampton)‏ مواليد 12 يناير 1975 في أوكلاهوما سيتي، الولايات المتحدة، هو ممثل أمريكي بدأ مسيرته الفنية سنة 1989.

## الأعمال

### مسلسلات
- بافي قاتلة مصاصي الدماء (1997) (بدور: إليوت)
- الملفات الغامضة (1999)
- الجنة السابعة (2000)
- الساحرة المراهقة سابرينا (2001)

## روابط خارجية
- تشيس هامبتون على موقع IMDb (الإنجليزية)
- تشيس هامبتون على موقع ميوزك برينز (الإنجليزية)
- تشيس هامبتون على موقع ديسكوغز (الإنجليزية)
- تشيس هامبتون على موقع ديسكوغز (الإنجليزية)
- تشيس هامبتون على موقع قاعدة بيانات الفيلم (الإنجليزية)